# Michael Blassie
Pour l’article homonyme, voir Freddie Blassie.
Michael Joseph Blassie (4 avril 1948 - 11 mai 1972) est un officier de la Force aérienne des États-Unis tué au combat pendant la guerre du Vietnam en mai 1972. Avant l'identification de sa dépouille, Blassie était le soldat inconnu de la guerre du Vietnam enterré dans la tombe du soldat inconnu au cimetière national d'Arlington. Après que ses restes ont été identifiés par des tests ADN en 1998, ils ont été transférés au cimetière national de Jefferson Barracks, dans le comté de Saint-Louis, dans le Missouri.

## Biographie
Après avoir obtenu son diplôme de l'université de Saint-Louis, Michael Blassie est entré à la United States Air Force Academy dont il a obtenu le diplôme en 1970. Il a ensuite suivi la formation de pilote de premier cycle et a obtenu sa qualification aéronautique en tant que pilote en 1971. Il a ensuite obtenu le titre de pilote de Cessna A-37 Dragonfly et a été membre du 8e escadron d'opérations spéciales déployé en Asie du Sud-Est. Michael Blassie est mort quand son appareil a été abattu près de An Lộc dans ce qui était alors le Sud-Vietnam. Il avait effectué 132 missions en moins de 4 mois.

### Médailles
: Silver Star
: Distinguished Flying Cross
: Purple Heart
: Air Medal
: National Defense Service Medal
: Vietnam Service Medal

## Soldat inconnu du Vietnam
Des restes partiels de squelette ont été récupérés dans la zone de l'accident cinq mois après les faits par une patrouille de l'armée sud-vietnamienne. Elle avait aussi trouvé une carte d'identité, des plaques d'identité, un portefeuille contenant une photo de famille, une partie d'une combinaison de vol et le reste d'un étui de pistolet. La patrouille vietnamienne a remis les restes et les autres objets trouvés sur le lieu de l'accident au capitaine William C. Parnell qui était alors officier des opérations à An Loc. La carte d'identité était celle du lieutenant Michael Blassie de l'Air Force. Le capitaine Parnell a enveloppé les restes et les autres objets trouvés sur les lieux de l'accident et les a remis à la morgue de Saigon. Les restes ont finalement été envoyés à un centre de recherche et de récupération en Thaïlande avant d’être envoyés au laboratoire central d’identification de l’armée à Hawaii. Les affaires mortuaires les ont d'abord identifiés comme étant ceux de Blassie. Pourtant, les restes ont été classés en « BTB » qui veut dire « que l'on croit être » car l'âge et la taille ne correspondaient pas à ceux de Blassie.
Les restes de Michael Blassie ont alors été désignés comme étant ceux du soldat inconnu de la guerre du Vietnam par le Sgt. major Allan J. Kellogg Jr lors d'une cérémonie à Pearl Harbor (Hawaii) le 17 mai 1984. Ils ont été transportés à bord de l'USS Brewton à la base aéronavale Alameda. Les restes ont ensuite été envoyés à la base aérienne Travis le 24 mai et sont arrivés à la base aérienne Andrews le lendemain.
De nombreux vétérans du Vietnam, le président Ronald Reagan et la première dame, Nancy Reagan, ont rendu hommage au soldat inconnu alors qu’il se trouvait dans le Capitole des États-Unis. Un affut d'artillerie a transporté son cercueil du Capitole au mémorial du cimetière national d'Arlington le 28 mai 1984, jour de la commémoration. Le président Reagan a présidé les funérailles et a remis la Médaille d'honneur à l'Inconnu du Vietnam. Le président a également joué le rôle de plus proche parent en acceptant le drapeau d'inhumation à la fin de la cérémonie.
L'identification de l'ADN n'était pas à son niveau actuel lorsque les restes de Blassie furent rapatriés et il est resté dans la tombe du soldat inconnu jusqu'en 1998, les visiteurs lui rendant hommage, mais ignorant son identité.
Des articles publiés dans le US Dispan Dispatch en 1994 et 1996 ont affirmé que Blassie était l'Inconnu, s'appuyant sur des archives du ministère de la Défense,. Un article paru dans CBS News en janvier 1998 affirmait à peu près la même chose. Le colonel à la retraite William C. Parnell (le capitaine qui avait recueilli les restes rapportés par la patrouille vietnamienne en 1972) a raconté qu'il avait emballé les objets avec les plaques d'identité dans un plastique. Après que la famille de Blassie eut obtenu les autorisations, les restes ont été exhumés le 14 mai 1998. Sur la base de tests d'ADN mitochondrial, des scientifiques du département de la Défense ont pu identifier les restes de Blassie. Le 30 juin 1998, le département de la Défense a annoncé avoir identifié le soldat inconnu de la guerre du Vietnam. Le 10 juillet, les restes de Blassie ont été transportés auprès de sa famille à Saint-Louis, dans le Missouri, puis ont été inhumés au cimetière national de Jefferson Barracks. La Médaille d'honneur qui lui avait été remise en tant que soldat inconnu du Vietnam ne lui a pas été maintenue une fois l'identification de sa dépouille réalisée.
Après le retrait des restes du lieutenant Blassie de la tombe des inconnus, l'inscription sur le tombeau du soldat inconnu de la guerre du Vietnam d'Arlington a été remplacée par une autre portant la mention « Honorer et garder la foi envers les soldats disparus de l'Amérique ». Il a été décidé que la crypte resterait un cénotaphe.